# River Ouzel
River Ouzel är ett vattendrag i Storbritannien.   Det ligger i riksdelen England, i den södra delen av landet, 70 km nordväst om huvudstaden London.